# Szilvásszentmárton
Szilvásszentmárton est un village et une commune du comitat de Somogy en Hongrie.

## Personnalités
- Laszlo L. Lorincz, orientaliste hongrois né à Szilvásszentmárton en 1939